# Feijoada
La feijoada és un plat portuguès i brasiler que consisteix en un estofat de mongetes amb carn i generalment es serveix acompanyat d'arròs, mandioca (al Brasil), col o trossos de taronja fresca. És un plat originari del nord de Portugal, i que, avui dia, és un dels plats més típics del Brasil. El nom del plat ve de feijão, mongeta en portuguès.
A Portugal, es cuina amb mongetes blanques al nord-oest (Minho i Douro Litoral) o amb fesols vermells al nord-est, i en general també inclou altres verdures (tomàquets, pastanagues o col) o carn de porc o vaca, encara que també s'hi pot afegir xoriço, botifarra o botifarra negra.

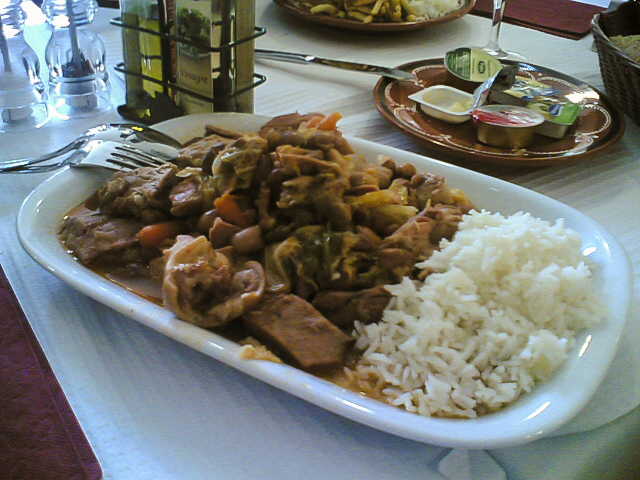
Feijoada al nord de Portugal

Al Brasil, que està feta de barreja de fesols negres i diversos tipus de carn de porc i carn de bou, arriba a la taula acompanyat de farina de mandioca, arròs blanc, col al vapor i rodanxes de taronja, entre altres ingredients. A Portugal, aquesta versió de la feijoada és coneguda com la feijoada brasilera i també és comú trobar-la en els menús dels restaurants portuguesos amb aquest nom, a més de feijoada portuguesa.

## Història
L'explicació popular més estesa sobre l'origen de la feijoada és que a les plantacions de cafè, a les mines d'or i als molins de sucre, els senyors donaven als esclaus les "restes" de porc després de la matança. La cocció d'aquests ingredients, amb fesols i aigua, hauria donat lloc a la recepta. Aquesta versió, però, no se sosté. Segons Carlos Augusto Ditadi, expert en assumptes culturals i historiador de l'Arxiu Nacional de Rio de Janeiro, escrivint a la revista Gula, al maig de 1998, el presumpte origen de la feijoada és una llegenda contemporània, nascuda del folklore modern, amb una visió romàntica les relacions socials i culturals de l'esclavitud al Brasil.
L'estàndard d'aliments dels esclaus no difereix del de Brasil del segle xviii. Encara la base de la farina de mandioca o blat de moro era feta amb aigua i algunes addicions, és a dir, que s'havia establert des dels primers dies. La societat d'esclaus del Brasil al segle xviii i part del XIX, va estar constantment marcada per l'escassetat i l'alt cost dels aliments bàsics a conseqüència del monocultiu, la dedicació exclusiva a la mineria i el treball esclau, no sent rares les morts per desnutrició incloent-hi la mort dels seus amos.
L'esclau no podia ser maltractat simplement perquè el cost era car i va ser la base de l'economia. Normalment havia de menjar tres vegades al dia. Generalment esmorzava a les 8 del matí, dinava a la 1 en punt i sopava al voltant de les 8 o 9 del vespre. En les referències històriques al menú dels esclaus, veiem la clara presència de farina de polenta de blat de moro o farina de mandioca, a més de fesols assaonats amb sal i greix i l'aparició ocasional d'alguna peça de carn de bou o carn de porc. De vegades, al final de la bona collita de cafè, el capatàs de la granja podia fins i tot donar tot un porc als esclaus.

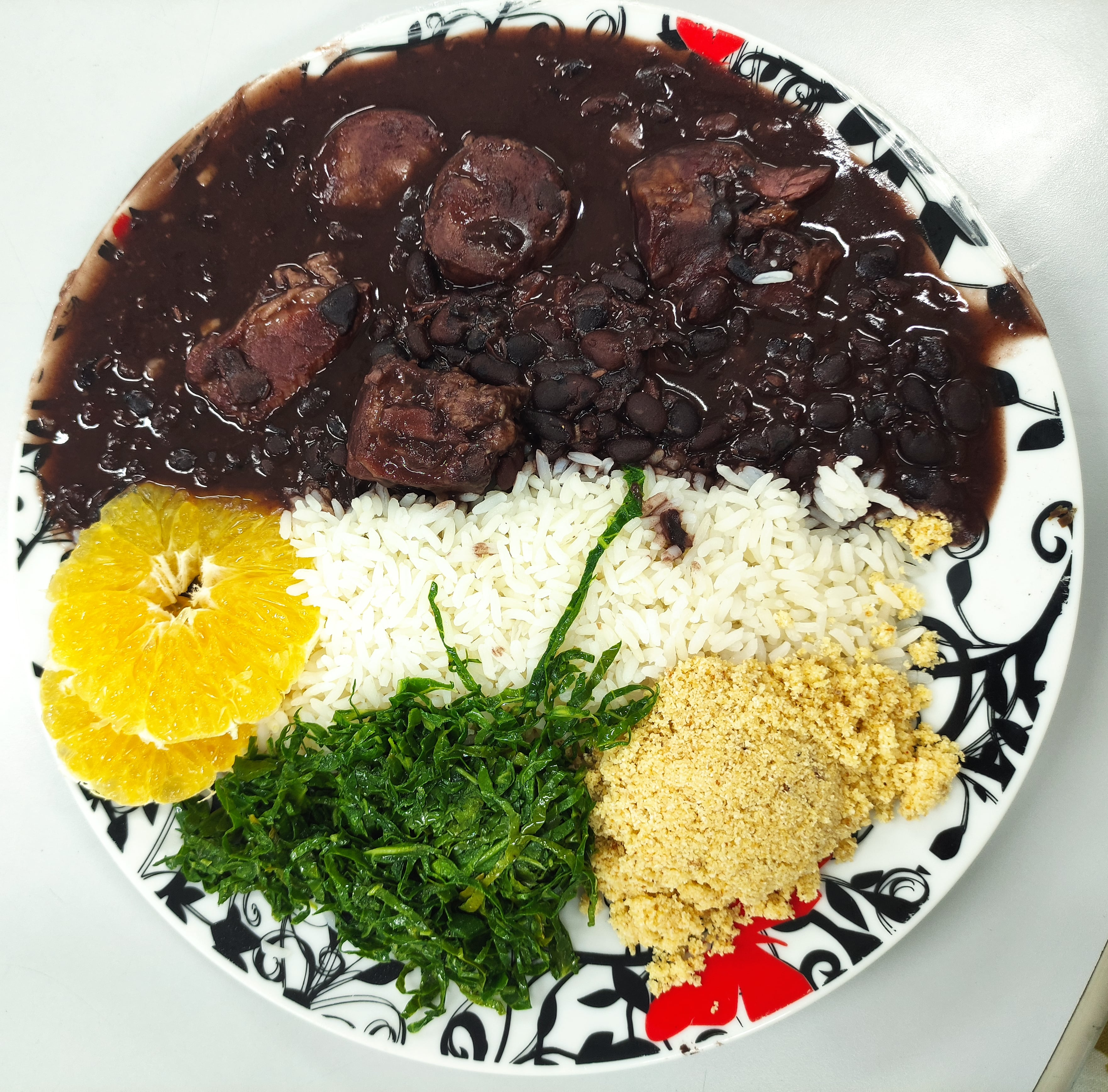
Plat servit. De dalt a baix i d'esquerra a dreta: carn i fesols, talls de taronja, arròs blanc, col "a la mineira" i farofa de mandioca.

També hi ha un rebut de compra per part de la Casa Imperial, de 30 d'abril de 1889, en una carnisseria a la ciutat de Petrópolis, Estat de Rio de Janeiro, en la qual es veu que es consumeix carn de vedella, xai, porc, salsitxes, embotits de sang, el fetge, els ronyons, llengua, cervells, vísceres i budells de bou. El que demostra que no eren només els esclaus que van menjar aquests ingredients, i no van ser de cap manera "restes". Per contra, van ser considerades unes llaminadures. El 1817, Jean-Baptiste Debret  informa de la regulació de la professió Tripeiro a la ciutat de Rio de Janeiro, que eren venedors ambulants, i que subministra aquestes parts d'animals en els escorxadors de bestiar i porcs.
A més, hi ha receptes comuns a Europa, com el cassoulet francès, que també porta la feijiäo en la seva preparació. A Espanya, el bullit madrileny i el pote asturià i, a Itàlia, arrebossats de Casserola es preparen amb el cigró. Pel que sembla, tots aquests plats tenien evolució similar a la feijoada, que ha augmentat amb el temps, per convertir-se en el plat d'avui dia. Casa Cruixent va assenyalar que la seva fórmula està encara en desenvolupament.

## Composició
La feijoada completa, tal com la coneixem, va acompanyat d'arròs blanc, rodanxes de taronja, col al vapor i farina de mandioca, era molt conegut al restaurant Riu G. Wolf, del carrer Cambra General, 135, al centre de la ciutat de Rio de Janeiro. La propietat, fundada a finals del segle xix, va desaparèixer en 1905, amb les obres d'ampliació del carrer Uruguaiana. Amb la construcció de l'Avinguda President Vargas, en la dècada de 1940, aquest carrer va desaparèixer definitivament.
La feijoada, de totes maneres, és molt popular entre totes les classes socials al Brasil, sempre amb un esperit de festa i celebració, recordant de lluny l'escassetat. Es va fer famós en la memòria de les preparades a la fi del segle xix i principis del XX a la ciutat de Rio de Janeiro, Bahia, Tia Ciata.
En l'actualitat, s'estén per tot el territori nacional, com la recepta més representativa de la cuina brasilera. Revista, ampliat i enriquit, feijoada ja no és exclusivament un plat. Avui en dia, com també s'indica Camara Cascudo, és un àpat complet.

## Costums

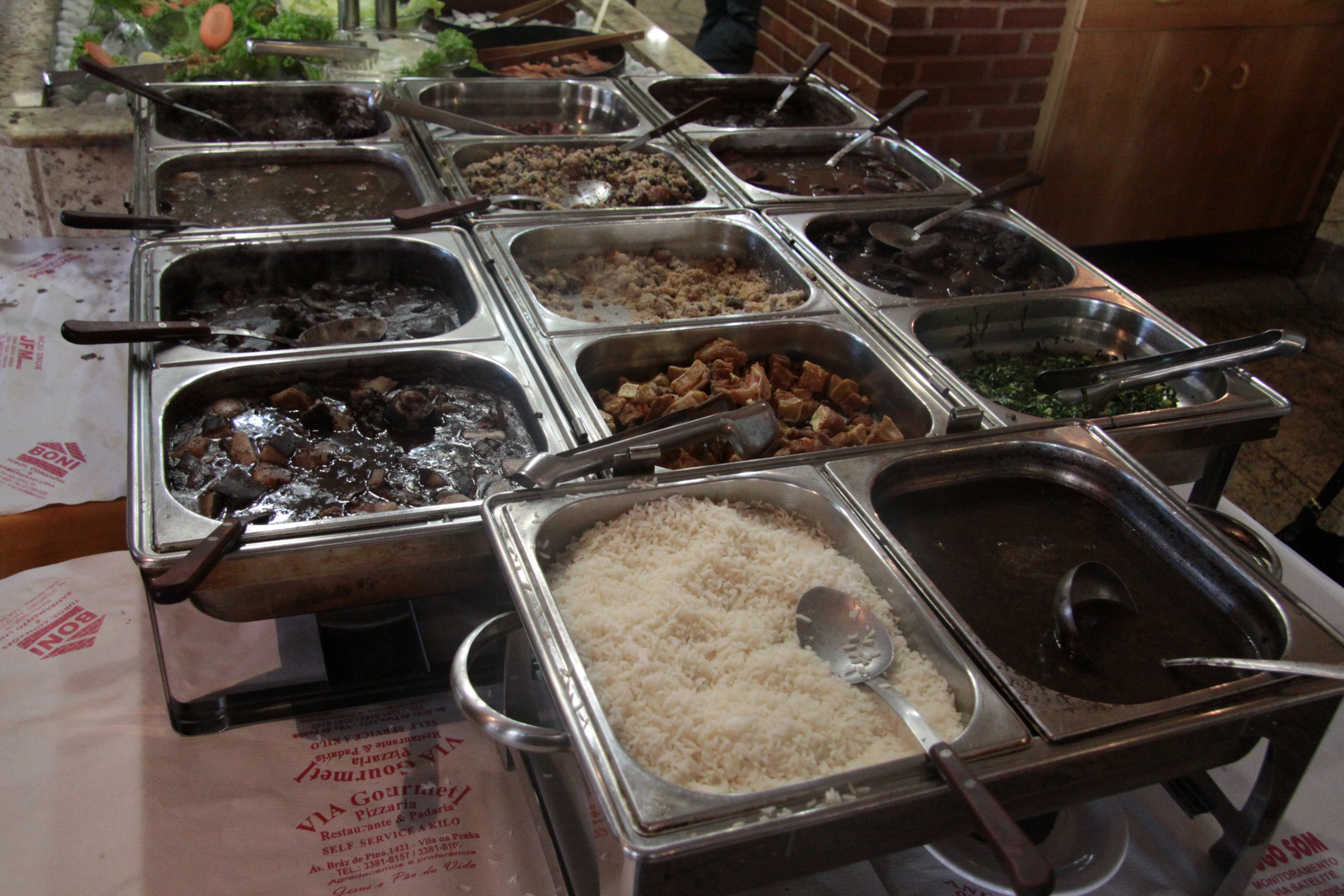
Feijoada en un restaurant de tipus buffet.

Al Brasil, els dies tradicionals per menjar feijoada són els dimecres i els dissabtes. En aquests dies, els restaurants l'ofereixen als seus menús i algunes famílies i grups d'amics preparen feijoadas en diferents reunions informals. És un plat relativament barat i és consumit per gairebé totes les classes socials. Ha de pensar-se que juntament amb la caipirinya, la samba i el carnaval són els elements més coneguts internacionalment del Brasil.